# کلیسای مریم مقدس (آوان)
کلیسای مریم مقدس (آوان) (ارمنی: Սուրբ Աստվածածին եկեղեցի (Ավան)؛ انگلیسی: St. Mary) یک کلیسا متعلق به کلیسای حواری ارمنی واقع در ناحیه آوان، شهر ایروان در کشور ارمنستان می‌باشد. ساخت و ساز این ساختمان در سال ۲۰۰۳ میلادی؛ به پایان رسید. این بنا به سبک معماری ارمنی طراحی شده است.